# Принс (графство, Остров Принца Эдуарда)
Графство Принс — графство в канадской провинции Остров Принца Эдуарда. Самое крупное по площади и второе по численности населения графство провинции. Саммерсайд — административный центр графства.

## География
Занимает западную часть острова Принца Эдуарда. Географической особенностью округа является залив Мальпеке, суббассейн залива Святого Лаврентия, который образует самую узкую часть суши острова — перешеек, на котором располагается город Саммерсайд.

## История
Графство было названо капитаном Сэмюэлем Холландом в 1765 году в честь Джорджа, принца Уэльского, который позже стал королем Георгом IV (1762–1830).

## Экономика
Географическое разделение, созданное заливом Мальпеке, неформально дополняется социально-экономическим разделением между более урбанизированным Восточным Принсом и сельским Западным Принсом, хотя линия разделения обычно варьируется. Большая часть промышленной базы острова Принца Эдуарда сосредоточена в восточной части округа, с тремя крупными заводами по производству замороженного картофеля фри, заводом по производству картофельных чипсов и аэрокосмической промышленностью, расположенной на бывшей базе ВВС. Промышленное возделывание корнеплодов, таких как картофель, составляет большую часть сельской экономической деятельности, за которым следует ловля моллюсков, таких как омары и крабы.